# Вельф III
Вельф III (нем. Welf III.; умер 13 ноября 1055) — герцог Каринтии и маркграф Веронской марки в 1047—1055 годах, представитель швабской линии Первого дома Вельфов.

## Биография
Вельф III был сыном Вельфа II, графа Альтдорфа в Швабии, и Имизы, дочери графа Люксембургского Фридриха II.
Каринтия была последним германским княжеством, которое находилось под непосредственным управлением императора Генриха III. В 1047 году она всё же получила своего правителя, которым стал Вельф III, сподвижник императора.
Переданное Вельфу III герцогство было довольно значительное: от Вероны до Штирии и от Баварии до Венгрии, однако центральная власть была ослаблена из-за неустоявшегося династического принципа, сепаратизма регионов и непокорности местной аристократии. Карантанская марка была фактически независима от герцогов Каринтии со времён Конрада II. В 1043 году произошло объединение Крайнской и Посавской марок, в результате чего маркграфы Крайнские, находившиеся в формальном подчинении Каринтии, резко усилили своё влияние и стали проводить самостоятельную внешнюю политику.
Вельф III не был женат и детей не имел. С его смертью в 1055 году угасла старшая династия Вельфов. Перед смертью он завещал свои владения монастырю Альтдорфа, где аббатисой была его мать, которая в свою очередь передала владения Вельфу IV из итальянского дома Эсте, сыну сестры Вельфа III Кунигунды.

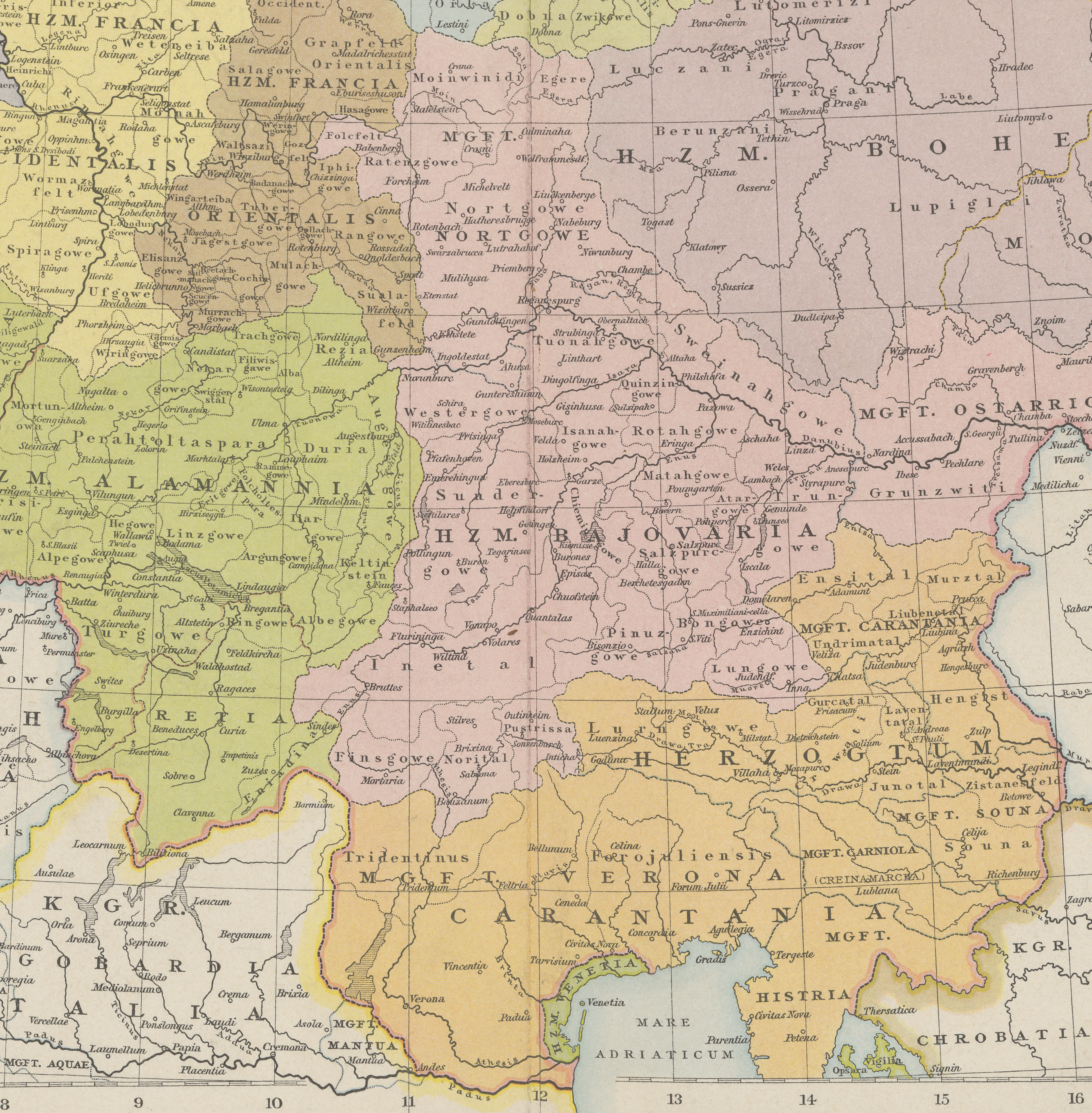
Каринтия на карте Германии 1000 г.

Таким образом была заложена территориальная основа новой линии династии Вельфов, которая спустя несколько десятилетий стала главным противником германских императоров и важнейшим союзником пап римских в борьбе за инвеституру.
Каринтия после смерти Вельфа III была передана Конраду III из дома Эццоненов.